# Proteus (gud)
|  | for anden brug af navnet Proteus, se Proteus. |
Proteus er en tidlig havgud i den græske mytologi, der siges at kunne spå, rangere under Poseidon og nogle gange beskrevet som hans søn. Proteus er fader til døtrene Eidothea og Kabeira. En af flere guddomme som Homer kalder for "den gamle mand i havet".
Han opholder sig på øen Faros, ud for Alexandria. Ved middagstid stiger han op af havet og lægger sig til hvile i skygge, omgivet af flokke af sæler. Som de fleste andre havguddomme har han evne til at forvandle sig. Den, som vil bevæge ham til at spå, må overliste ham og i hvert fald holde ham fast. Da Menelaos i længere tid havde haft modvind, søgte han at bevæge Proteus til at varsle fremtiden, og ved datteren Eidotheas råd lykkedes det, skønt havguden forvandlede sig til forskellige dyr, derefter til vand og endelig til et træ. I Euripides' Helena hedder det, at Hermes eller Proteus selv bortførte Helene fra Paris til Faros, hvor hun opholdt sig under krigen, medens kun et skyggebillede fulgte ham til Troja. Senere modtog Menelaos hende igen tilbage.
Atter andre sagn fortalte, at Proteus var fra Ægypten, men senere drog til Thrakien, hvor han ægtede Torone. Da hans sønner Tmolos og Telegonos blev voldsmænd, som overfaldt fremmede, førte Poseidon ham igen tilbage til Ægypten gennem en kløft under havet. Herakles dræbte sønnerne. I kunsten fremstilles Proteus som en gammel mand med ben, der løber ud i fiskehaler, og med hyrdestav.